# Rudolf Steiner-Schule Wien-Mauer
Die Rudolf Steiner-Schule Wien-Mauer ist eine Privatschule mit Öffentlichkeitsrecht im Stadtteil Mauer im 23. Wiener Gemeindebezirk Liesing. Sie war die erste Waldorfschule in Österreich und gehört dem Waldorfbund Österreich an. Neben 12 Schulstufen und einem Kindergarten mit zwei Standorten beherbergt sie auch das Büro des Waldorfbundes Österreich.

## Geschichtliche Entwicklung
Die Schule wurde 1927 gegründet und nach dem Anschluss Österreichs 1938 an das Deutsche Reich verboten. Nach der Rückkehr von Bronja Zahlingen (1912–2000) aus der Emigration wurde 1955 ein Waldorfkindergarten gegründet. Finanziert wurde dies in erster Linie von Kitty Wenckebach (1899–1988), einer kinderlosen Tochter eines Kardiologen. 1963 begann eine Elterngruppe mit dem „häuslichen Unterricht“ und 1966 erfolgte der erstmalige Unterricht in einem „öffentlichen Schulhaus“ mit vier Klassen, wobei die Stadt Wien dem Waldorf-Verein in einer Meidlinger Volksschule die Klassenräume zur Verfügung stellte. 1969 erfolgte der Umzug in das denkmalgeschützte Barockschloss Mauer.

### Ankäufe und Bautätigkeit
Am 6. Mai 1972 erfolgte die Grundsteinlegung für das neue Kindergartengebäude in der Marktgemeindegasse 42, unweit der Schule, unter Beisein wichtiger Zeitzeugen (Helmut von Kügelgen, Kitty Wenckebach, Bronja Zahlingen, Elisabeth Gergely, Manfred Kobel, Walter Schulz). 1975 wurde das dem Maurer Schlössl gegenüberliegende Gebäude (Endresstraße 113) samt Garten zugekauft, in dem sich heute die 4 Unterstufenklassen, der Hort und eine Kindergartengruppe befinden. Am 24. Juni 1980 erfolgte die Grundsteinlegung für den im Herbst 1982 eröffneten Festsaal, den Oberstufentrakt und die Werkstätten. 1988/89 konnte mit einer Schenkung der verstorbenen Kitty Wenckebach der Ausbau des Kindergartens in der Endresstraße 113 (1. Stock) durchgeführt werden. Von 1998 bis 2001 erfolgte ein Umbau (Erweiterung) des Kindergartens in der Marktgemeindegasse, der am 29. September 2001 eröffnet wurde.

## Pädagogik und Unterricht
Die Pädagogik orientiert sich wie bei allen Waldorfschulen an der erkenntnistheoretischen Methodologie der Anthroposophie Rudolf Steiners. Der Unterrichtstoff wird in Epochen absolviert, mit Eurythmie werden die Kinder und Jugendlichen in der schulischen Entwicklung unterstützt, das Musisch-Sinnliche wird gefördert. Die Eltern sind wesentlich stärker in die Schule eingebunden als in einer öffentlichen Schule und wachsen durch regelmäßige, gemeinsame Projekte (Elternarbeit mit oder ohne Kinder) in die Schule und Waldorf-Pädagogik im Sinne eines dreigliedrigen Schul-Organismus [Kind/Eltern/Lehrer] hinein.
Es wird kein staatlich anerkannter Schulabschluss (Matura) angeboten. Die Schüler der 12. Schulstufe besuchen im anschließenden Jahr meist eine der öffentlichen Schulen in Mauer (z. B. Anton Krieger-Gasse), um die Matura zu erwerben.